# Acid Angel from Asia
Acid Angel from Asia (Tiếng Hàn: 애시드 엔젤 프롬 에이시아; viết tắt là AAA) là nhóm nhỏ đầu tiên của nhóm nhạc nữ Hàn Quốc tripleS, ra mắt bởi MODHAUS vào năm 2022. Nhóm bao gồm 4 thành viên Kim YooYeon, Kim NaKyoung, Gong YuBin và Jeong HyeRin. AAA ra mắt vào ngày 28 tháng 10 năm 2022, với đĩa mở rộng Access.

## Lịch sử

### Hoạt động trước khi ra mắt
Trước khi gia nhập MODHAUS, nhiều thành viên đã tham gia vào ngành giải trí. Jeong Hyerin là một nữ diễn viên nhí của Kids Planet, cô xuất hiện lần đầu trong web-series năm 2018 Between Us; cô cũng xuất hiện trong quảng cáo sách giáo khoa tiếng Nhật. Jeong Hyerin và Kim Nakyoung là cựu thực tập sinh của P Nation. Kim Yooyeon cùng Lee Jiwoo từng là các thí sinh của chương trình sống còn của MBC My Teenage Girl, và Kim Yooyeon bị loại ở tập cuối cùng, xếp vị trí thứ 8. Gong Yubin từng tham gia chương trình nấu ăn cho thiếu nhi trên TV Chosun I am Chef, và xếp thứ 3 chung cuộc.

### 2022: Ra mắt với <Access>
Vào ngày 18 tháng 2 năm 2022, Modhaus thông báo rằng họ sẽ ra mắt "nhóm nhạc nữ có sự tham gia của người hâm mộ" đầu tiên trên thế giới và nhóm sẽ bắt đầu ra mắt vào nửa đầu năm nay. Nhóm được dẫn dắt bởi CEO Jaden Jeong, người từng làm việc với các công ty như JYP Entertainment, Woollim Entertainment, Sony Music Korea và Blockberry Creative.
Các thành viên của Acid Angel from Asia ban đầu được tiết lộ mỗi 2 tuần, bắt đầu từ tháng 5 năm 2022 tới tháng 9 cùng năm, khi Jeong Hye-rin, Kim Yoo-yeon, Kim Na-kyoung và Gong Yu-bin cùng 4 thành viên khác. Ngày 16 tháng 9, tripleS được thông báo sẽ chuẩn bị ra mắt hai nhóm nhỏ với bốn thành viên mỗi nhóm. Hai nhóm nhỏ được đặt tên là Acid Angel from Asia và +(KR)ystal Eyes, và AAA sẽ được ra mắt trước vào tháng 10. Đội hình được bầu chọn bởi người hâm mộ trên ứng dụng riêng của MODHAUS là Cosmo.
Ngày 22 tháng 10 năm 2022, nhóm tung 2 teaser cho video âm nhạc cho bài hát chủ đề Generation trong EP, lần lượt là Acid Version và Base Version. Nhóm chính thức ra mắt với đĩa mở rộng Access vào ngày 28 tháng 10 năm 2022.
Bản vật lý được dự định sẽ ra mắt sau đó vào ngày 07 tháng 11, nhưng do thảm họa giẫm đạp Halloween tại Itaewon xảy ra, kế hoạch được dời sang ngày 09 tháng 11, sau khi kết thúc một tuần tưởng niệm. Trong khoảng thời gian này, series SIGNAL cũng hoãn lại để bày tỏ thương xót.
Màn ra mắt đạt được thành công cả về mặt thương mại lẫn phê bình, "Generation" được đề cử trên SBS M's The Show, và Access đạt No. 1 trên bảng xếp hạng album iTunes US K-POP.
Ngày 16 tháng 11, theo Wikitree, AAA đã tan rã do không đạt mục tiêu bán được 100 nghìn bản album. Các thành viên sẽ tiếp tục quảng bá trong nhóm chính tripleS. Tuy nhiên, phỏng vấn với NME, CEO của MODHAUS Jaden Jeong đã đính chính rằng nhóm không tan rã mà chỉ không phát hành thêm sản phẩm nào khác trong tương lai, và giải thích rằng "tan rã" có ý nghĩa khác trong hệ thống của tripleS và người hâm mộ vẫn có thể thấy AAA trong tương lai. Ông cũng cho biết thêm video vẫn được sản xuất để tăng doanh số.

### 2023 - nay: Acid Eyes
Ngày 1 tháng 6, ACID EYES, nhóm nhỏ kết hợp của AAA (Acid Angel from Asia) và KRE (+(KR)ystal Eyes) tung lịch trình cho single remix/kết hợp Cherry Gene, bao gồm các bản remix của Gene (Generation - AAA) và Cherry (Cherry Talk - +(KR)ystal Eyes). M/V visualizer cho Cherry Gene được phát hành ngày 6 tháng 6, cùng với single Cherry Gene 'Baddest Mix' phát hành trên các nền tảng nhạc số. Ban đầu, bản phát hành vật lý tiêu chuẩn được lên kết hoạch, nhưng MODHAUS đã từ chối do lo ngại về quá tải tiêu dùng. Các bản vật lý chỉ có được thông qua việc chiến thắng trong một số fansign nhất định.
Ngày 6 tháng 7, các bài còn lại của Cherry Gene được phát hành trên các nền tảng nhạc số, gồm hai bản remix mới: Cherry Gene 'Hy-Fluid Mix' và Cherry Gene 'Testarossa Mix'.

## Thành viên
| Nghệ danh    | Nghệ danh | Số thứ tự | Tên khai sinh | Tên khai sinh | Tên khai sinh | Tên khai sinh | Ngày sinh                      | Nơi sinh                            | Quốc tịch |
| Latinh       | Hangul    | Số thứ tự | Latinh        | Hangul        | Hanja         | Hán-Việt      | Ngày sinh                      | Nơi sinh                            | Quốc tịch |
| Jeong Hyerin | 정혜린    | S2        | Jeong Hye-rin | 정혜린        | 鄭慧潾        | Trịnh Huệ Lân | 12 tháng 4 năm 2007 (16 tuổi)  | Hwanggeum, Suseong, Daegu, Hàn Quốc | Hàn Quốc  |
| Kim Yooyeon  | 김유연    | S5        | Kim Yoo-yeon  | 김유연        | 金琉然        | Kim Lưu Nhiên | 9 tháng 2 năm 2001 (22 tuổi)   | Banpo, Seocho, Seoul, Hàn Quốc      | Hàn Quốc  |
| Gong Yubin   | 공유빈    | S8        | Gong Yu-bin   | 공유빈        | 孔裕彬        | Khổng Dụ Bân  | 3 tháng 2 năm 2005 (18 tuổi)   | Giheung, Yongin, Gyeonggi, Hàn Quốc | Hàn Quốc  |
| Kim Nakyoung | 김나경    | S7        | Kim Na-kyoung | 김나경        | 金拏炅        | Kim Nã Quý    | 13 tháng 10 năm 2002 (21 tuổi) | Ulsan, Jung, Yaksa, Hàn Quốc        | Hàn Quốc  |

## Danh sách đĩa nhạc

### Đĩa mở rộng
| Tên    | Chi tiết | Vị trí xếp hạng cao nhất | Doanh số      |
| Tên    | Chi tiết | KOR                      | Doanh số      |
| ------ | --- | ------------------------ | ------------- |
| Access | - Released: October 28, 2022 - Label: Modhaus, Kakao Entertainment - Formats: CD, digital download, streaming | 9                        | - KOR: 26,063 |

### Đĩa đơn
| Tên          | Năm  | Vị trí xếp hạng cao nhất | Vị trí xếp hạng cao nhất | Album  |
| Tên          | Năm  | KOR                      | NZ Hot                   | Album  |
| ------------ | ---- | ------------------------ | ------------------------ | ------ |
| "Generation" | 2022 | 194                      | 34                       | Access |

## Danh sách video

### Video âm nhạc
| Tên          | Năm  | Đạo diễn                   | Tham khảo |
| ------------ | ---- | -------------------------- | --------- |
| "Generation" | 2022 | Oh Ji-won (Undermood Film) | [ 10 ]    |